# Жигули (Калининградская область)
Жигули (до 1946 — Реккельн (нем. Reckeln)) — посёлок в Гусевском городском округе Калининградской области. До 2014 года входил в состав Маяковского сельского поселения.

## География
Посёлок расположен в 1,5 км на юг от посёлка Маяковское и в 13 км на юго-запад от города Гусев.

## История
Деревня под называнием Рокельхайм впервые упоминается еще в 1556 году. До 1945 года деревня состояла всего из нескольких небольших дворов и усадеб. С 1874 года Реккельн относился к административному округу Неммерсдорф в правительственном округе Гумбиннен провинции Восточная Пруссия.
В результате Второй мировой войны Реккельн в 1945 году вместе со всей северной частью Восточной Пруссии присоединился к Советскому Союзу. В 1946 году населенный пункт получил русское название Жигули и был отнесен к Маяковскому сельскому совету Гусевского района.

## Население
| 1910 | 1933 | 1939 | 2002 | 2010 |
| ---- | ---- | ---- | ---- | ---- |
| 94   | ↘62  | ↗63  | ↘3   | ↘0   |